# Petroleuminsel

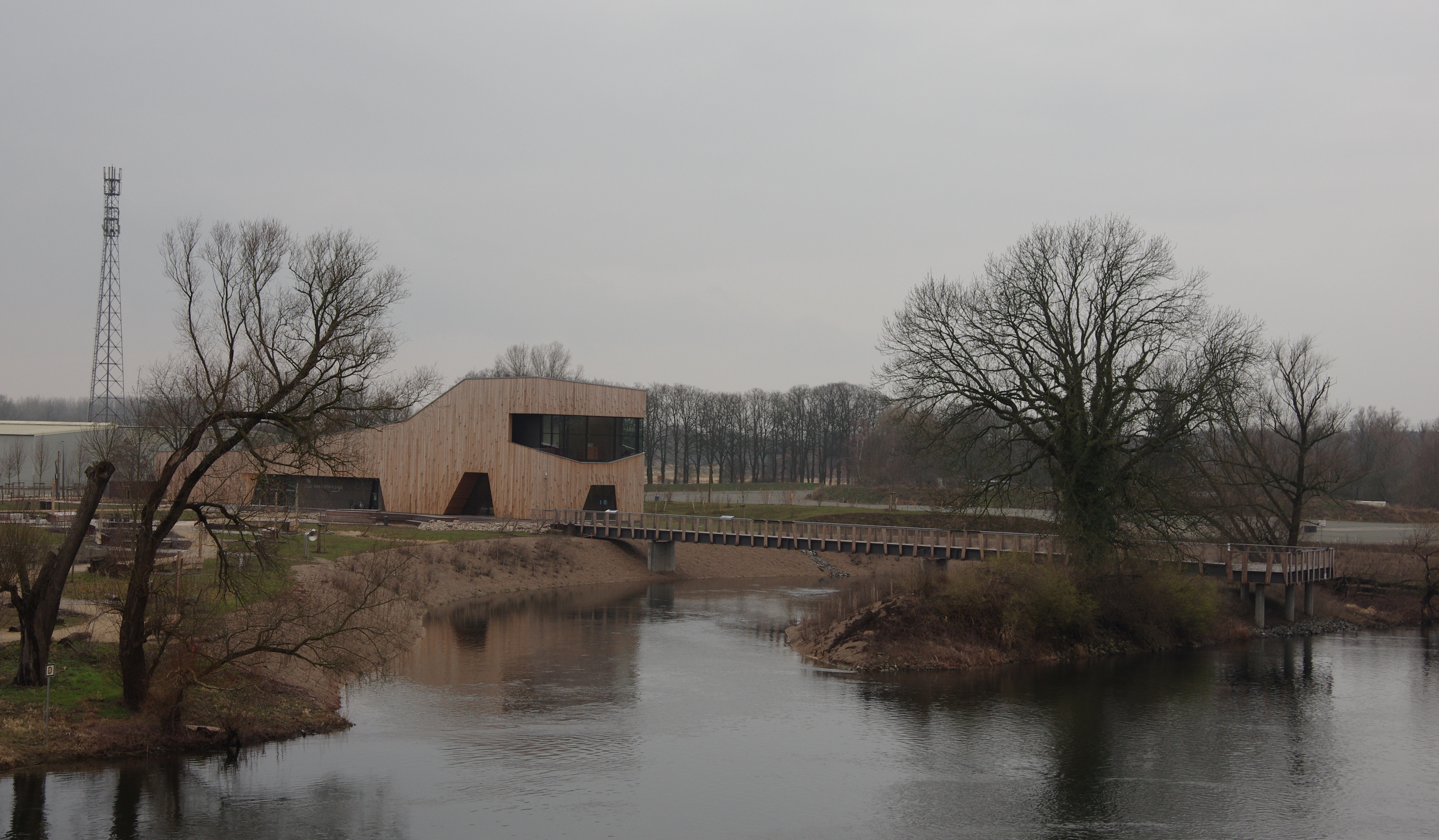
Das Haus der Flüsse mit Brücke und Aussichtsplattform auf der Petroleuminsel

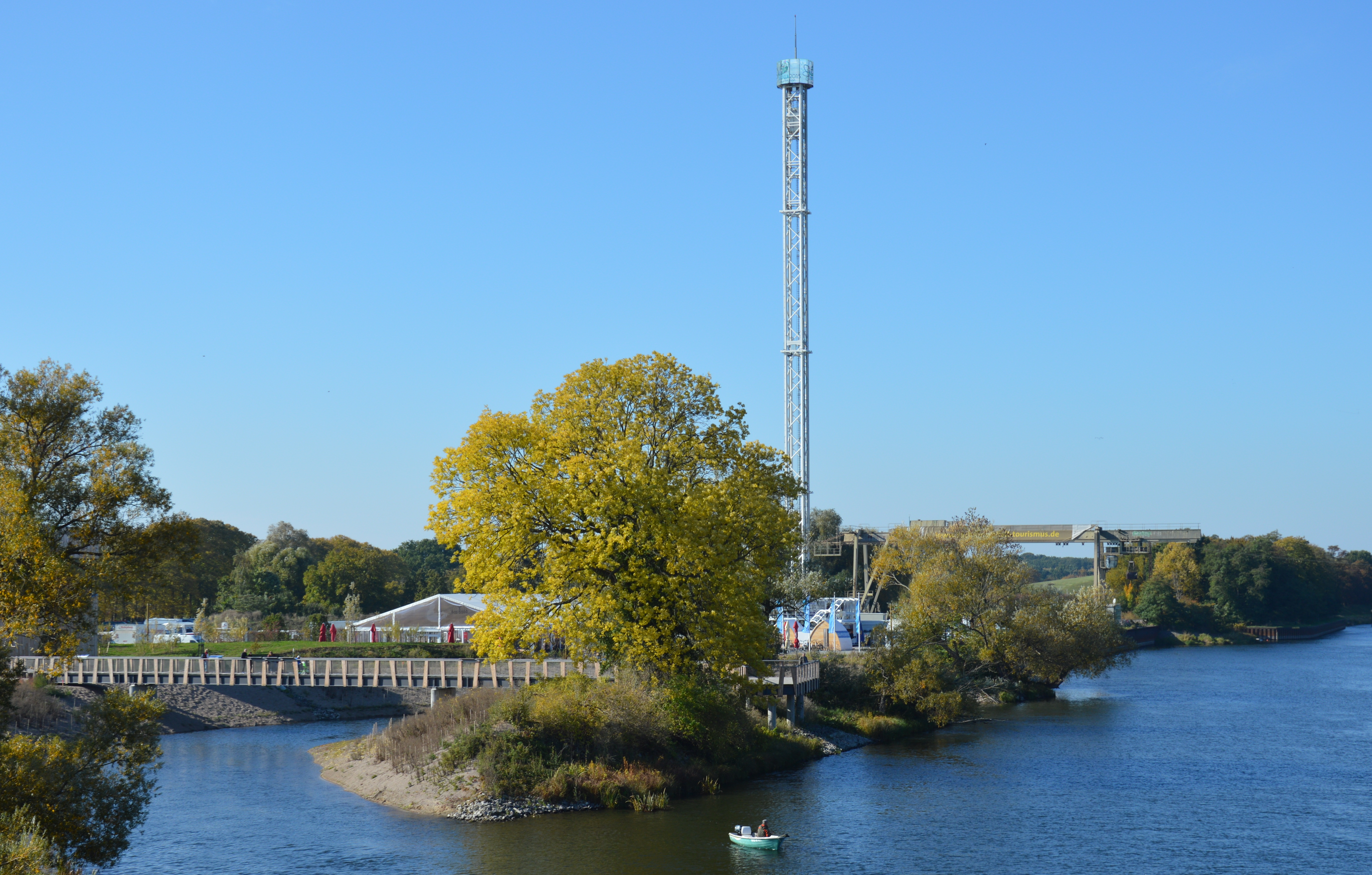
Oktober 2015

Die Petroleuminsel ist eine Insel in der Havel im Stadtgebiet von Havelberg in Sachsen-Anhalt.

## Lage
Sie liegt etwas südwestlich der Stadtinsel, auf der sich die Havelberger Altstadt befindet und ist durch eine Fußgängerbrücke mit dem südwestlich gelegenen Festland verbunden. Sie hat eine Fläche von etwa 4.000 m².

## Geschichte
Über die Insel führte ursprünglich die Straße von Havelberg nach Sandau. Nach Havelberg hin bestand eine Verbindung über die Sandauer-Zug-Brücke zum Sandauer Tor. In Richtung Sandau bestand eine weitere Brücke. Auf einem Stadtplan von 1799 wird die Insel als Bleiche Gärten bezeichnet. Im Jahr 1844 wurde eine Chaussee errichtet und dabei die Straßenführung verändert. Die Straße nach Sandau führte nun über eine etwas weiter östlich errichtete neue Sandauer Brücke. Die Insel verlor damit ihre bis dahin gegebene verkehrliche Bedeutung.
Später wurde auf der Insel ein Lager für Petroleum errichtet, woraus sich der heutige Name der Insel ergibt. Der Stadtplan des Jahres 1893 verzeichnet auf der Insel das Petroleumlager und stellt auch eine von der Insel nach Süden führende Brücke dar.
1934 wurde in der Nähe die Schleuse Havelberg gebaut. Der südlich der Petroleuminsel entlangführende Havelarm wurde dabei zugeschüttet, so dass die Insel nun mit dem Festland verbunden war.
Im Zuge der Bundesgartenschau 2015 wurde eine Renaturierung des alten Havelarms durchgeführt. Die Insel erhielt so ihren Inselcharakter zurück, die jetzige Insel ist allerdings etwas kleiner als die ursprünglich bestehende. Auf der Insel befindliche abrissreife Gebäude wurden entfernt und die Insel renaturiert. Bis 2013 stand auf dem Inselgelände auch ein Wohnhaus. Die Bauarbeiten begannen am 20. Januar 2014. Südlich der Insel entstand das Haus der Flüsse, zu dem wieder ein Steg führt.